# Fouet (musique)
Pour les articles homonymes, voir Fouet.
Le fouet (parfois aussi nommé bouquin de bois) est un instrument de percussion constitué de deux planches de bois reliées par une charnière à une extrémité. Lorsque les panneaux sont frappés l'un contre l'autre, dans un mouvement de fermeture rapide, le son n'est pas sans rappeler le claquement d'un fouet. Il est souvent utilisé dans les orchestres modernes, les orchestres d'harmonie et les ensembles de percussion.

## Composition
Il existe deux types de fouets. Le premier a deux planches de bois reliées par une charnière, avec une poignée sur chaque planche : le percussionniste tient l'instrument par les poignées et frappe les deux morceaux de bois, créant un claquement de fouet sec et puissant. L'autre type dispose également de deux planches de bois, l'une plus longue que l'autre, avec une poignée reliée avec une charnière à ressort, de sorte qu'il peut être joué avec une seule main. Il ne peut pas produire des sons aussi bruyant que le fouet nécessitant les deux mains. Ce deuxième type de fouet est techniquement un instrument distinct appelé slapstick en anglais.

## Emploi dans l'orchestre

### Opéras
- L'Heure espagnole de Maurice Ravel, et L'Enfant et les Sortilèges où l'instrument est désigné comme bouquin de bois,
- Les Soldats de Bernd Alois Zimmermann,
- The Knot Garden et The Ice Break de Michael Tippett,
- Nixon in China de John Adams,
- Saint François d'Assise d'Olivier Messiaen,
- The Tempest de Thomas Adès[1].

### Concertos
- Concerto en Sol de Maurice Ravel,
- Concerto en Fa de George Gershwin,
- Concerto pour piano, op. 38 de Samuel Barber.

### Musique symphonique
- Jokey-Polka de Johann Strauss II,
- Symphonie no 5 et Symphonie no 6 de Gustav Mahler,
- Amériques d'Edgard Varèse[2],
- Symphonie no 13, Symphonie no 14 et Symphonie no 15 de Dmitri Chostakovitch,
- Belshazzar's feast de William Walton,
- Tableaux d'une exposition de Modeste Moussorgski (orchestré par Ravel),
- The Young Person's Guide to the Orchestra de Benjamin Britten,
- Rodéo d'Aaron Copland,
- Living Toys de Thomas Adès[3],
- Cantabile, suite symphonique de James MacMillan[4],
- Fioriture d'Alun Hoddinott,
- 1re symphonie de Krzysztof Penderecki[5].

### Ballets
- L'Homme et son désir, op. 48 de Darius Milhaud.

### Musique religieuse
- Sinfonia da Requiem de Benjamin Britten,
- War Requiem de Benjamin Britten.

### Musique chorale
- Trois Chansons russes, op. 41 de Sergueï Rachmaninov.

### Musique expérimentale
- Ionisation d'Edgar Varèse[6],
- Éclairs sur l'au-delà… d'Olivier Messiaen.

### Musique populaire
- Sleigh Ride de Leroy Anderson.